# شهرستان اورنج (ورمانت)
شهرستان اورنج واقع در ایالت ورمانت است. جمعیت این شهرستان بر اساس سرشماری سال ۲۰۱۰ آمریکا ۲۸۹۳۶ نفر گزارش شده‌است. مرکز شهرستان اورنج، شهر چلسی است.این شهرستان در تاریخ ۲ فوریه ۱۷۸۱ بنیانگذاری شده‌است.